# Chókwè
Chókwè (già Vile Trigo de Morais fino al 1997) è un centro abitato del Mozambico, situato nella Provincia di Gaza.